# Traktat ustanawiający Wspólnotę Europejską
Traktat ustanawiający Wspólnotę Europejską – oficjalna nazwa głównego aktu wspólnotowego prawa pierwotnego Unii Europejskiej. Stanowił część dorobku prawnego Unii od 1993 do 2009, kiedy to weszły przepisy traktatu lizbońskiego. Wcześniej funkcjonował pod nazwą „Traktat ustanawiający Europejską Wspólnotę Gospodarczą”. Jego przepisy znalazły się najpierw w traktacie z Maastricht, a zmodyfikowane w traktacie amsterdamskim oraz nicejskim.